# Gentiane ciliée
Gentianopsis ciliata
Espèce
Classification phylogénétique
La Gentiane ciliée (Gentianopsis ciliata) est une espèce de plantes herbacées bisannuelle de la famille des Gentianaceae.
Synonymes
- Gentiana ciliata L.
- Gentianella ciliata (L.) Borkh (encore accepté par certains auteurs)

## Description

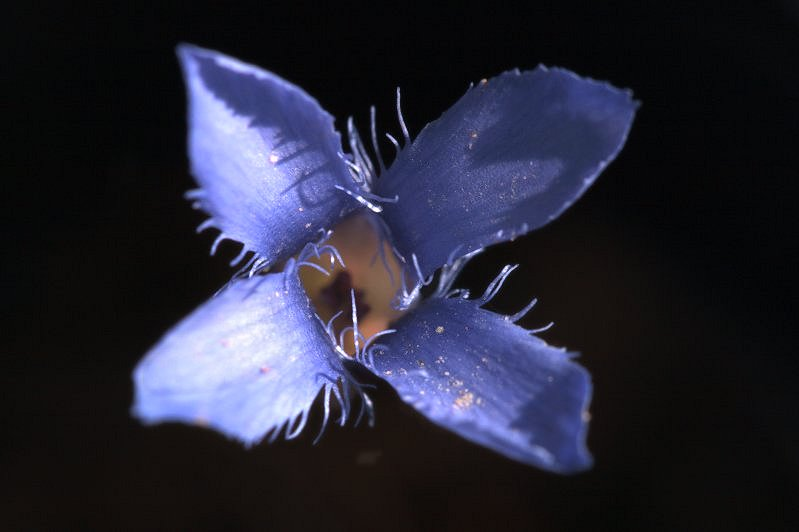
Gentiane ciliée

C'est une espèce de plantes aux tiges non ramifiées, aux feuilles basales ovales, aux caulinaires étroites et lancéolées, aux fleurs bleues terminales à quatre pétales bordés de cils bleutés.

## Caractéristiques[1]
Organes reproducteurs

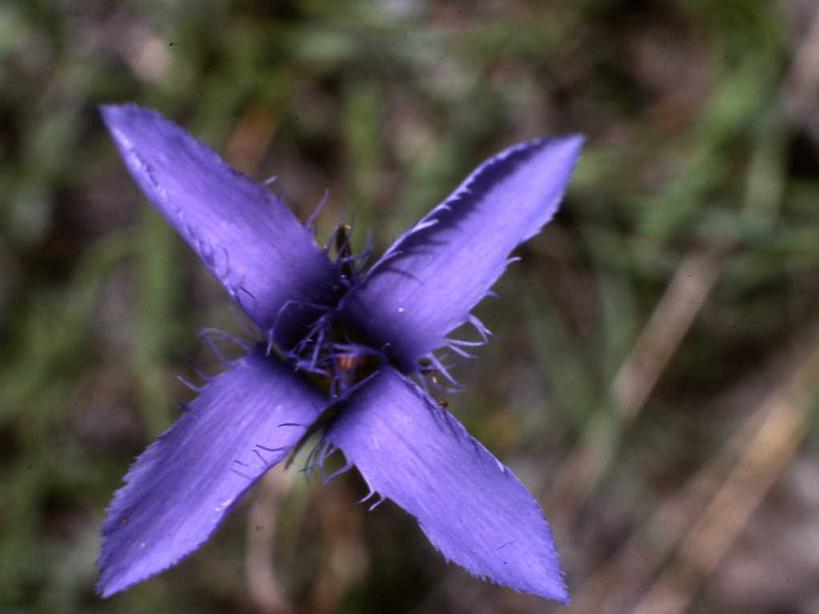
Gentiane ciliée avec ses quatre pétales frangés caractéristiques

- Type d'inflorescence : cyme unipare hélicoïde
- Répartition des sexes :  hermaphrodite
- Type de pollinisation :  entomogame
- Période de floraison :  août à octobre

Graine
- Type de fruit : capsule
- Mode de dissémination : barochore

Habitat et répartition
- Habitat type : pelouses basophiles médioeuropéennes occidentales, mésohydriques, mésothermes
- Aire de répartition : eurasiatique

## Statut de protection
Cette espèce est protégée en Alsace. Elle fait entre autres partie des espèces patrimoniales de la Réserve naturelle régionale du Bastberg. Elle est aussi protégée en Auvergne (Article 1) et en Bourgogne (Article 1).

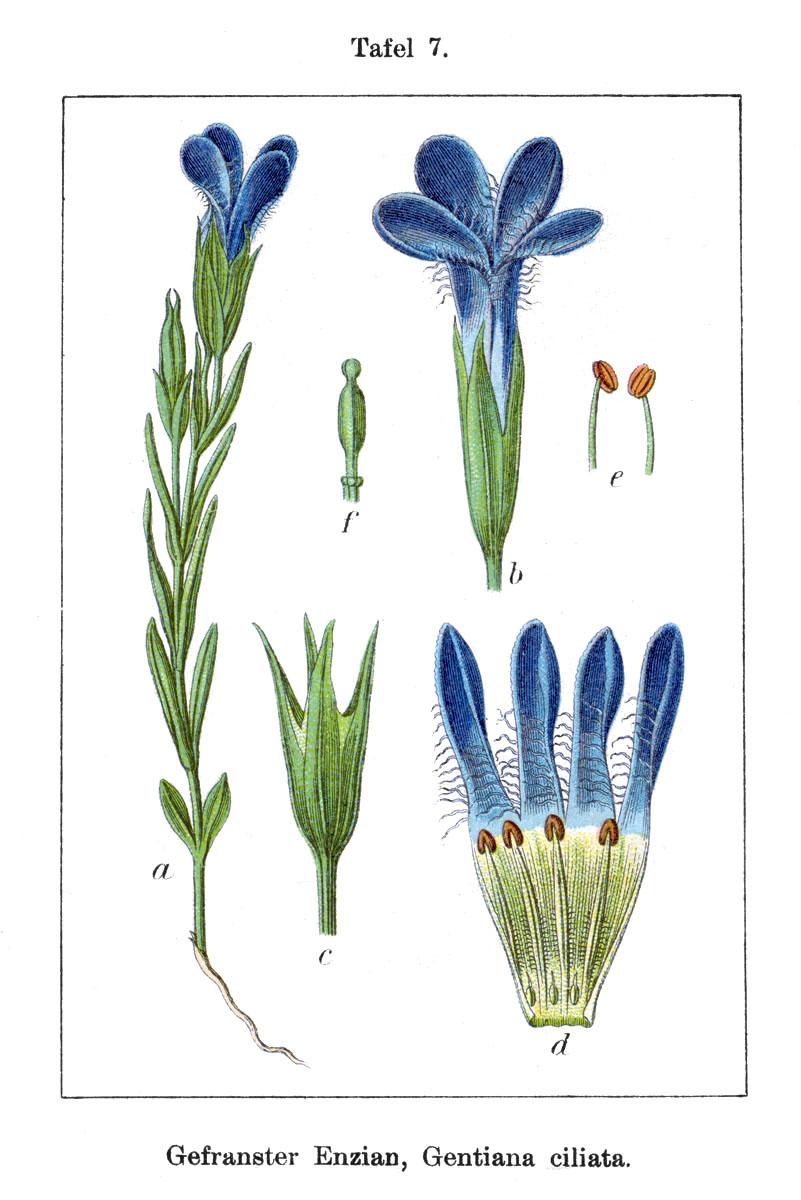
Illustration de Gentiane ciliée par Jacob Sturm (1796)
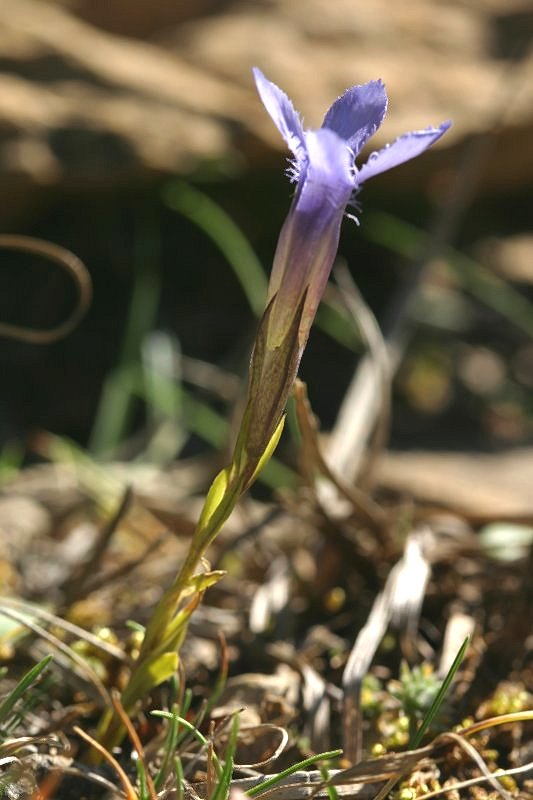
Petit plant de Gentiane ciliée